# Mistrzostwa Panamerykańskie w Zapasach 1990
Mistrzostwa panamerykańskie w zapasach, odbywały się w dniu 13 czerwca w Colorado Springs. W tabeli medalowej tryumfowali zapaśnicy z USA.

## Tabela medalowa
|   | Państwo           |    |    |    | Razem: |
| - | ----------------- | -- | -- | -- | ------ |
| 1 | Stany Zjednoczone | 10 | 3  | 3  | 16     |
| 2 | Kuba              | 9  | 4  | 7  | 20     |
| 3 | Kanada            | 1  | 7  | 6  | 14     |
| 4 | Meksyk            | 0  | 2  | 2  | 4      |
| 5 | Wenezuela         | 0  | 2  | 1  | 3      |
| 6 | Portoryko         | 0  | 1  | 0  | 1      |
| 6 | Peru              | 0  | 1  | 0  | 1      |
| 8 | Kolumbia          | 0  | 0  | 1  | 1      |
|   | razem:            | 20 | 20 | 20 | 60     |

## Wyniki

### W stylu klasycznym
| Waga   | złoty             | srebrny          | brązowy        |
| ------ | ----------------- | ---------------- | -------------- |
| 48 kg  | Wilber Sánchez    | Lewis Dorrance   | José Martínez  |
| 52 kg  | Jorge Pacheo      | Hamilton Sánchez | Sammie Henson  |
| 57 kg  | Amadoris González | Mark Pustelnik   | Luis Cortés    |
| 62 kg  | Jose M.Olivera    | David Mendelsohn | Frank Famiano  |
| 68 kg  | Andy Seras        | Juan Mora        | Alfredo Bicet  |
| 74 kg  | Karlo Kasap       | Néstor García    | Abel Sarmiento |
| 82 kg  | Alfredo Linares   | José Betancourt  | David Mottram  |
| 90 kg  | Reynaldo Peña     | Randy Couture    | Jason Geris    |
| 100 kg | Héctor Milián     | Yogi Johl        | Brad Anderson  |
| 130 kg | Matt Ghaffari     | Andy Borodow     | Adel Neufal    |

### W stylu wolnym
| Waga   | złoty            | srebrny                 | brązowy           |
| ------ | ---------------- | ----------------------- | ----------------- |
| 48 kg  | Aldo Martínez    | Roberto Alejandro       | Paul Ragusa       |
| 52 kg  | Ed Giese         | Greg Woodcroft          | Carlos Varela     |
| 57 kg  | Alejandro Puerto | Raúl Polo               | Jorge Olvera      |
| 62 kg  | Glenn Goodman    | Lázaro Reinoso          | Eloy Urbano       |
| 68 kg  | Randy Lewis      | Jesús Eugenio Rodríguez | Cory Kwak         |
| 74 kg  | Greg Elinsky     | Gordon Sturrock         | Alberto Rodríguez |
| 82 kg  | Kevin Jackson    | Justin Abdou            | Orlando Hernández |
| 90 kg  | Mark Coleman     | Jason Geris             | Geovany Redmond   |
| 100 kg | Kirk Trost       | Ángel Anaya             | Yogi Johl         |
| 130 kg | Matt Ghaffari    | Domingo Mesa            | Andy Borodow      |